# 土橋停留場
土橋停留場（日语：／ Dobashi teiryūjō */?），又稱土橋電車站，是位於廣島縣廣島市中區堺町一丁目，廣島電鐵的電車站。車站編號為M13。
此站是廣島電鐵本線與江波線的分支點，為轉乘站停留場。

## 歷史
此電車站是在1912年（大正元年）廣島電鐵本線開通時啟用。當初電車站名稱為土橋筋停留場（日语：／）。在大正時期改名為土橋停留場。另外，當初此電車站往紙屋町方向的走線不是途經此電車站以北的十日市町，而是繞經左官町以南路段。
另一方面，在江波線於1943年（昭和18年）開通。當時路線此電車站未連接十日市町的橫川線路軌。後來土橋與十日市町開始建設新路軌，以把江波線和橫川線的路軌連接起來，可進行直通運輸。一直以來連接土橋與左官町的路段都是位於一個較狹窄的道路上，加上該處的彎位半徑較小，使電車行走該路段時形成一個樽頸位。為了解決此問題，本線的新路段（土橋至十日市町）於翌年1944年（昭和19年）開通，左官町與十日市町之間的路段由橫川線路軌編入至本線，而繞經左官町南邊的舊路線同日廢止。
在1945年（昭和20年）8月6日，廣島市被投下原子彈，廣島電鐵市內線受到損毀而暫停服務。後來市內線往己斐方向重開，同年中本線重開，2年後江波線重開。
- 1912年（大正元年）12月8日 - 本線此站至己斐之間開通，此站啟用。當時車站名為土橋筋停留場[5]。
- 1917年（大正6年） - 車站改名為土橋停留場[1]。
- 1943年（昭和18年）12月26日 - 江波線土橋至舟入本町之間開通[5]。
- 1944年（昭和19年）12月26日 - 左官町至土橋之間的走線改經十日市町。原本繞經南邊的走線廢止[5]。
- 1945年（昭和20年）
  - 8月6日 - 廣島市被投下原子彈，車站暫停營業[6]。
  - 8月19日 - 本線小網町至土橋重開[7]。
  - 8月21日 - 本線土橋至十日市町重開[5]。
- 1947年（昭和22年）11月1日 - 江波線重開[5]。
- 2013年（平成25年）2月15日 - 9號線路線從八丁堀延長至江波，9號線開始停靠此電車站。
- 2014年（平成26年）2月28日 - 電車場改善工程完成[8]。

根據另一份資料，土橋筋改名為土橋的時期為1919年（大正8年）。在《広島電鉄開業100年・創業70年史》中，於1918年（大正7年）電車站名稱為「土橋」。

## 電車站構造
電車站是建造在共用行車道上。在道路上設有2面2線的相對式月台。在電車站南邊的土橋町路口上為本線與江波線分支點，本線會在路口向北和向西方向延伸，江波線會在路口向南延伸。電車站東邊為前往廣電西廣島站、江波停留場方向的下行月台，西邊為前往廣島站方向的上行月台。在1988年4月起，各月台上加設上蓋。在2014年，車站月台進行改善工程，增設上蓋與擴寬月台。
上行月台設有前往廣島站、橫川站和廣島港的電車，下行方向設有前往江波、宮島口、西廣島的電車。由於此站為轉乘電車站，因此月台可容納3架電車。在早上繁忙時間中，許多通勤和上學乘客使用此站，當時會有車站職員會在上行月台協助乘客上落。在車站職員當值時間，乘客可於電車上車處下車。
江波線靠近舟入町一方設有渡線，用作折返電車之用。

### 運行系統
此電車站是本線和江波線電車轉乘站。0、2、3、6、8、9系統會駛入此站，當中6、8、9號線會前往江波線。
| 上行月台 | 0號線                 | 前往日赤醫院前、廣電本社前 | 前往日赤醫院前、廣電本社前 |
| 上行月台 | 2號線 · 6號線         | 前往廣島站                 |                            |
| 上行月台 | 3號線                 | 前往廣島港                 | 部分班次前往宇品二丁目     |
| 上行月台 | 8號線                 | 前往橫川站                 |                            |
| 上行月台 | 9號線                 | 前往白島                   |                            |
| 下行月台 | 2號線                 | 前往廣電宮島口             |                            |
| 下行月台 | 2號線 · 3號線         | 前往廣電西廣島             |                            |
| 下行月台 | 6號線 · 8號線 · 9號線 | 前往江波                   |                            |

## 使用狀況
根據《廣島市統計書》，土橋停留場在1999年（平成11年度）1日平均上下車人次為6,853人。

## 電車站周邊
此電車站東南方是土橋町，「土橋」的讀法不是，讀法為。從車站東南方步行5分鐘即可到達中國新聞社總部。
- 武藏 土橋店
- 紅葉銀行堺町分店
- Spark（日语：スパーク (スーパーマーケット)）堺町店

## 相鄰電車站
廣島電鐵
■本線
十日市町（M12）－土橋（M13）－小網町（M14）
■江波線
（十日市町－）土橋（M13）－舟入町（E1）
- 在1947年（昭和22年）前，江波線此電車站與舟入町停留場之間曾經設有上舟入停留場。

## 注腳
1. 1 2  今尾惠介（監修）. . 11 中国四国. 新潮社. 2009: 37. ISBN 978-4-10-790029-6.
2. 1 2 3 4 5  《広電が走る街 今昔》56-57頁
3. ↑  《広島電鉄開業100年・創立70年史》99-100頁
4. ↑  . 鄉土出版社. 1998: 227–236. ISBN 4-87670-110-5 （日语）.
5. 1 2 3 4 5  《広電が走る街 今昔》150-157頁
6. ↑  《広島電鉄開業100年・創立70年史》431頁
7. ↑  《広島電鉄開業100年・創立70年史》124頁
8. 1 2  . 広島電鉄.   [2016-10-04]. （原始内容存档于2020-11-30） （日语）.
9. ↑  《広島電鉄開業100年・創業70年史》49頁
10. 1 2 3 4 5 6  川島令三. . 【図説】 日本の鉄道. 第7巻 広島エリア. 講談社. 2012: 13・77頁. ISBN 978-4-06-295157-9 （日语）.
11. ↑  川島令三.  中国篇 2. 草思社. 2009: 103–104. ISBN 978-4-7942-1711-0 （日语）.
12. ↑  . 広島電鉄. 1992: 128 （日语）.
13. ↑  . 広島市.   [2016-07-25]. （原始内容存档于2019-11-19） （日语）.

## 外部連結
- 土橋 | 電車情報：電停指南 （页面存档备份，存于）（日語） - 廣島電鐵